# The Rhapsody Tour
The Rhapsody Tour（ザ・ラプソディ・ツアー）は、イギリスのロックバンドであるクイーンとアメリカ合衆国の歌手のアダム・ランバートによるコラボレーションバンド、クイーン+アダム・ランバートが2019年から2024年にかけて行ったコンサート・ツアーである。
このツアーは北米、アジア、オセアニア、ヨーロッパの4つのレグを2019年から2020年にかけて行う予定であったが、新型コロナウイルス感染症の世界的流行の影響でヨーロピアンレグの日程が2021年に延期、のちに2022年にも延期されるとともに新たに公演が追加された。2023年には北米公演を、2024年2月には日本ツアーを再び行った。

## セットリスト
1. イニュエンドウ
2. ナウ・アイム・ヒア
3. 輝ける7つの海
4. 炎のロックンロール
5. ハマー・トゥ・フォール
6. キラー・クイーン
7. ドント・ストップ・ミー・ナウ
8. 神々の業（リヴィジテッド）（7月31日・8月3日は演奏せず、8月9日から8月23日まで「愛にすべてを」と曲順入れ替え）
9. 愛にすべてを（8月9日から8月23日まで「神々の業（リヴィジテッド）」と曲順入れ替え）
10. アイム・イン・ラヴ・ウィズ・マイ・カー
11. バイシクル・レース（8月4日は演奏せず）
12. 地獄へ道づれ（7月10日から7月20日まで「ファット・ボトムド・ガールズ」と曲順入れ替え）
13. ONE VISION -ひとつだけの世界- （7月10日のみ演奏）
14. マシーン・ワールド（8月9日・8月10日と8月15日以降は演奏せず）
15. アイ・ウォント・イット・オール（7月10日から7月14日まで「RADIO GA GA」と曲順入れ替え）
16. ラヴ・オブ・マイ・ライフ
17. '39
18. ドゥーイング・オール・ライト
19. 愛という名の欲望
20. アンダー・プレッシャー
21. ドラゴン・アタック（7月10日から7月20日までは「タイ・ユア・マザー・ダウン」の次に演奏、7月23日から8月13日までは演奏せず）
22. ブレイク・フリー（自由への旅立ち）
23. テイク・マイ・ブレス・アウェイ（イントロ）
24. リヴ・フォーエヴァー
25. ギター・ソロ（交響曲第9番『新世界より』第2楽章）
26. タイ・ユア・マザー・ダウン
27. ショウ・マスト・ゴー・オン（7月10日から8月7日までは「アイム・イン・ラヴ・ウィズ・マイ・カー」の前に演奏、8月9日にはアンコールの1曲目として演奏）
28. ファット・ボトムド・ガールズ（7月10日から7月20日まで「地獄へ道づれ」と曲順入れ替え）
29. RADIO GA GA（7月10日から7月14日まで「アイ・ウォント・イット・オール」と曲順入れ替え）
30. ボヘミアン・ラプソディ
アンコール
31. Ay-Oh
32. ウィ・ウィル・ロック・ユー
33. 伝説のチャンピオン
34. ゴッド・セイヴ・ザ・クイーン

1. イニュエンドウ
2. ナウ・アイム・ヒア
3. 輝ける7つの海
4. 炎のロックンロール
5. ハマー・トゥ・フォール
6. キラー・クイーン
7. ドント・ストップ・ミー・ナウ
8. 愛にすべてを
9. 神々の業（リヴィジテッド）
10. アイム・イン・ラヴ・ウィズ・マイ・カー
11. バイシクル・レース
12. 地獄へ道づれ
13. アイ・ウォント・イット・オール
14. 手をとりあって（日本公演のみ演奏）
15. ラヴ・オブ・マイ・ライフ
16. '39
17. ドゥーイング・オール・ライト
18. 愛という名の欲望
19. アンダー・プレッシャー
20. ドラゴン・アタック
21. ボーン・トゥ・ラヴ・ユー（日本公演のみ演奏、1月25日は「RADIO GA GA」の前に演奏）
22. ブレイク・フリー（自由への旅立ち）
23. テイク・マイ・ブレス・アウェイ（イントロ）
24. リヴ・フォーエヴァー
25. ギター・ソロ（交響曲第9番『新世界より』第2楽章）
26. タイ・ユア・マザー・ダウン
27. ショウ・マスト・ゴー・オン
28. ファット・ボトムド・ガールズ（韓国公演のみ演奏）
29. RADIO GA GA
30. ボヘミアン・ラプソディ
アンコール
31. Ay-Oh
32. ウィ・ウィル・ロック・ユー
33. 伝説のチャンピオン
34. ゴッド・セイヴ・ザ・クイーン

1. イニュエンドウ
2. ナウ・アイム・ヒア
3. 輝ける7つの海
4. 炎のロックンロール
5. ハマー・トゥ・フォール
6. 愛にすべてを（2月5日・2月7日は「ドント・ストップ・ミー・ナウ」の次に演奏、2月10日・2月13日は「ブレイク・フリー（自由への旅立ち）」の次に演奏）
7. キラー・クイーン
8. ドント・ストップ・ミー・ナウ
9. 神々の業（リヴィジテッド）
10. アイム・イン・ラヴ・ウィズ・マイ・カー
11. バイシクル・レース
12. 地獄へ道づれ
13. アイ・ウォント・イット・オール
14. ラヴ・オブ・マイ・ライフ
15. '39
16. ドゥーイング・オール・ライト（2月20日は演奏せず）
17. 愛という名の欲望
18. アンダー・プレッシャー
19. ドラゴン・アタック
20. ボーン・トゥ・ラヴ・ユー（2月5日・2月7日のみ演奏）
21. 胸いっぱいの愛を（2月10日以降演奏）
22. ハートブレイク・ホテル（2月10日以降演奏）
23. ブレイク・フリー（自由への旅立ち）
24. テイク・マイ・ブレス・アウェイ（イントロ）
25. リヴ・フォーエヴァー
26. ギター・ソロ（交響曲第9番『新世界より』第2楽章）
27. タイ・ユア・マザー・ダウン
28. ショウ・マスト・ゴー・オン
29. RADIO GA GA
30. ボヘミアン・ラプソディ
アンコール
31. Ay-Oh
32. ウィ・ウィル・ロック・ユー
33. 伝説のチャンピオン
34. ゴッド・セイヴ・ザ・クイーン

1. イニュエンドウ
2. ナウ・アイム・ヒア
3. テア・イット・アップ（7月7日以降は演奏せず）
4. 輝ける7つの海（7月7日以降は演奏せず）
5. 炎のロックンロール（5月27日のみ演奏）
6. ハマー・トゥ・フォール
7. 愛にすべてを
8. キラー・クイーン
9. ドント・ストップ・ミー・ナウ
10. 誰も寝てはならぬ（7月10日・7月11日のみ演奏）
11. 神々の業（リヴィジテッド）
12. アイム・イン・ラヴ・ウィズ・マイ・カー（6月20日から7月6日までは演奏せず）
13. バイシクル・レース
14. ファット・ボトムド・ガールズ
15. 地獄へ道づれ
16. アイ・ウォント・イット・オール
17. Maybe It's Because I'm a Londoner（6月17日・6月18日・6月20日のみ演奏）
18. ラヴ・オブ・マイ・ライフ
19. '39
20. 輝ける日々（6月21日・6月24日・6月26日は演奏せず）
21. 愛という名の欲望
22. アンダー・プレッシャー（6月21日は演奏せず）
23. カインド・オブ・マジック
24. ブレイク・フリー（自由への旅立ち）
25. ギター・ソロ（交響曲第9番『新世界より』第2楽章）
26. タイ・ユア・マザー・ダウン
27. ショウ・マスト・ゴー・オン（6月14日・6月15日・6月21日と7月15日以降は演奏せず）
28. RADIO GA GA
29. ボヘミアン・ラプソディ
アンコール
30. Ay-Oh
31. ウィ・ウィル・ロック・ユー
32. 伝説のチャンピオン
33. ゴッド・セイヴ・ザ・クイーン

1. マシーン・ワールド
2. RADIO GA GA
3. ハマー・トゥ・フォール
4. ストーン・コールド・クレイジー（10月18日以降は演奏せず）
5. 地獄へ道づれ
6. アイム・イン・ラヴ・ウィズ・マイ・カー
7. バイシクル・レース（10月21日は演奏せず）
8. ファット・ボトムド・ガールズ
9. アイ・ウォント・イット・オール
10. カインド・オブ・マジック
11. キラー・クイーン（10月21日は演奏せず）
12. ドント・ストップ・ミー・ナウ
13. 愛にすべてを
14. ラヴ・オブ・マイ・ライフ
15. '39（10月21日は演奏せず）
16. ドラム・ソロ（10月21日・10月28日・10月30日は演奏せず）
17. アンダー・プレッシャー
18. タイ・ユア・マザー・ダウン（10月31日は演奏せず）
19. 愛という名の欲望
20. ブレイク・フリー（自由への旅立ち）
21. テイク・マイ・ブレス・アウェイ（イントロ）
22. リヴ・フォーエヴァー
23. ギター・ソロ（交響曲第9番『新世界より』第2楽章）（10月21日は演奏せず）
24. 悲しい世界（10月21日は演奏せず）
25. ショウ・マスト・ゴー・オン（10月12日・10月13日・10月15日は演奏せず）
26. ボヘミアン・ラプソディ
27. アンコール
28. Ay-Oh
29. ウィ・ウィル・ロック・ユー
30. RADIO GA GA
31. 伝説のチャンピオン
32. ゴッド・セイヴ・ザ・クイーン

1. マシーン・ワールド
2. RADIO GA GA
3. ハマー・トゥ・フォール
4. ファット・ボトムド・ガールズ（2月4日は「アイ・ウォント・イット・オール」の前に演奏）
5. 地獄へ道づれ
6. アイム・イン・ラヴ・ウィズ・マイ・カー
7. バイシクル・レース
8. ボーン・トゥ・ラヴ・ユー（2月4日は「愛という名の欲望」の次に演奏）
9. アイ・ウォント・イット・オール
10. ラヴ・オブ・マイ・ライフ
11. 手をとりあって
12. ドラム・ソロ
13. アンダー・プレッシャー
14. タイ・ユア・マザー・ダウン
15. 愛という名の欲望
16. テイク・マイ・ブレス・アウェイ（イントロ）
17. リヴ・フォーエヴァー
18. ギター・ソロ（交響曲第9番『新世界より』第2楽章）
19. 悲しい世界
20. カインド・オブ・マジック
21. キラー・クイーン（2月4日のみ演奏）
22. ドント・ストップ・ミー・ナウ
23. 愛にすべてを
24. ショウ・マスト・ゴー・オン
25. ボヘミアン・ラプソディ
26. アンコール
27. Ay-Oh
28. ウィ・ウィル・ロック・ユー
29. RADIO GA GA
30. 伝説のチャンピオン
31. ゴッド・セイヴ・ザ・クイーン

## 参加ミュージシャン
- ブライアン・メイ - エレクトリック・ギター、アコースティック・ギター、ボーカル
- ロジャー・テイラー - ドラムス、ボーカル
- アダム・ランバート - ボーカル
- フレディ・マーキュリー - ボーカル（事前録音）
- スパイク・エドニー - キーボード、バッキング・ボーカル
- ニール・フェアクロー - ベースギター、バッキング・ボーカル
- タイラー・ウォーレン - パーカッション、バッキング・ボーカル

## ツアー日程
| 日付           | 都市             | 国               | 会場                                       | 観客数                        | 収益                     |
| 北米           | 北米             | 北米             | 北米                                       | 北米                          | 北米                     |
| -------------- | ---------------- | ---------------- | ------------------------------------------ | ----------------------------- | ------------------------ |
| 2019年7月10日  | バンクーバー     | カナダ           | ロジャーズ・アリーナ                       | —                             | —                        |
| 2019年7月12日  | タコマ           | アメリカ合衆国   | タコマ・ドーム                             | 19,147 / 19,147               | $1,939,777               |
| 2019年7月14日  | サンノゼ         | アメリカ合衆国   | SAPセンター                                | 14,156 / 15,060               | $1,666,617               |
| 2019年7月16日  | フェニックス     | アメリカ合衆国   | トーキング・スティック・リゾート・アリーナ | —                             | —                        |
| 2019年7月17日  | ラスベガス       | アメリカ合衆国   | ラスベガス・フェスティバル・グラウンド     | —                             | —                        |
| 2019年7月19日  | イングルウッド   | アメリカ合衆国   | ザ・フォーラム                             | 29,373 / 29,373 （2日間合計） | $4,301,412 （2日間合計） |
| 2019年7月20日  | イングルウッド   | アメリカ合衆国   | ザ・フォーラム                             | 29,373 / 29,373 （2日間合計） | $4,301,412 （2日間合計） |
| 2019年7月23日  | ダラス           | アメリカ合衆国   | アメリカン・エアラインズ・センター         | 13,800 / 13,800               | $1,780,047               |
| 2019年7月24日  | ヒューストン     | アメリカ合衆国   | トヨタセンター                             | 12,653 / 12,653               | $1,655,322               |
| 2019年7月27日  | デトロイト       | アメリカ合衆国   | リトル・シーザーズ・アリーナ               | —                             | —                        |
| 2019年7月28日  | トロント         | カナダ           | スコシアバンク・アリーナ                   | 15,728 / 15,728               | $1,851,420               |
| 2019年7月30日  | ワシントンD.C.   | アメリカ合衆国   | キャピタル・ワン・アリーナ                 | 14,502 / 14,950               | $1,799,215               |
| 2019年7月31日  | ピッツバーグ     | アメリカ合衆国   | PPGペインツ・アリーナ                      | 13,852 / 14,280               | $1,589,318               |
| 2019年8月3日   | フィラデルフィア | アメリカ合衆国   | ウェルズ・ファーゴ・センター               | 15,422 / 15,422               | $1,949,987               |
| 2019年8月4日   | マンスフィールド | アメリカ合衆国   | ザ・クファイニティ・センター               | —                             | —                        |
| 2019年8月6日   | ニューヨーク     | アメリカ合衆国   | マディソン・スクエア・ガーデン             | 29,622 / 29,622 （2日間合計） | $4,148,957 （2日間合計） |
| 2019年8月7日   | ニューヨーク     | アメリカ合衆国   | マディソン・スクエア・ガーデン             | 29,622 / 29,622 （2日間合計） | $4,148,957 （2日間合計） |
| 2019年8月9日   | シカゴ           | アメリカ合衆国   | ユナイテッド・センター                     | 16,108 / 16,108               | $2,089,002               |
| 2019年8月10日  | セントポール     | アメリカ合衆国   | エクセル・エナジー・センター               | —                             | —                        |
| 2019年8月13日  | コロンバス       | アメリカ合衆国   | ネイションワイド・アリーナ                 | 14,294 / 14,294               | $1,566,927               |
| 2019年8月15日  | ナッシュビル     | アメリカ合衆国   | ブリヂストン・アリーナ                     | 14,169 / 14,169               | $1,626,022               |
| 2019年8月17日  | サンライズ       | アメリカ合衆国   | BB&Tセンター                               | 14,325 / 14,325               | $1,782,692               |
| 2019年8月18日  | タンパ           | アメリカ合衆国   | アマリー・アリーナ                         | 14,558 / 14,558               | $1,697,316               |
| 2019年8月20日  | ニューオーリンズ | アメリカ合衆国   | スムージー・キング・センター               | 13,741 / 13,741               | $1,706,957               |
| 2019年8月22日  | アトランタ       | アメリカ合衆国   | ステートファーム・アリーナ                 | 13,282 / 13,282               | $1,420,837               |
| 2019年8月23日  | シャーロット     | アメリカ合衆国   | スペクトラム・センター                     | 14,597 / 14,597               | $1,768,254               |
| 2019年9月28日  | ニューヨーク     | アメリカ合衆国   | セントラル・パーク                         | —                             | —                        |
| アジア         |                  |                  |                                            |                               |                          |
| 2020年1月18日  | ソウル           | 韓国             | 高尺スカイドーム                           | —                             | —                        |
| 2020年1月19日  | ソウル           | 韓国             | 高尺スカイドーム                           | —                             | —                        |
| 2020年1月25日  | さいたま         | 日本             | さいたまスーパーアリーナ                   | —                             | —                        |
| 2020年1月26日  | さいたま         | 日本             | さいたまスーパーアリーナ                   | —                             | —                        |
| 2020年1月28日  | 大阪             | 日本             | 京セラドーム大阪                           | —                             | —                        |
| 2020年1月30日  | 名古屋           | 日本             | ナゴヤドーム                               | —                             | —                        |
| オセアニア     |                  |                  |                                            |                               |                          |
| 2020年2月5日   | ウェリントン     | ニュージーランド | ウェリントン・リージョナル・スタジアム     | 33,921 / 33,921               | $4,597,181               |
| 2020年2月7日   | オークランド     | ニュージーランド | マウント・スマート・スタジアム             | 27,357 / 27,357               | $3,715,732               |
| 2020年2月10日  | ダニーデン       | ニュージーランド | フォーサイス・バー・スタジアム             | 28,919 / 28,919               | $3,712,779               |
| 2020年2月13日  | ブリスベン       | オーストラリア   | サンコープ・スタジアム                     | 40,337 / 40,337               | $4,899,923               |
| 2020年2月15日  | シドニー         | オーストラリア   | スタジアム・オーストラリア                 | 60,029 / 60,029               | $6,492,672               |
| 2020年2月16日  | シドニー         | オーストラリア   | スタジアム・オーストラリア                 | —                             | —                        |
| 2020年2月19日  | メルボルン       | オーストラリア   | メルボルン・レクタンギュラー・スタジアム   | 59,230 / 59,230 （2日間合計） | $7,471,188 （2日間合計） |
| 2020年2月20日  | メルボルン       | オーストラリア   | メルボルン・レクタンギュラー・スタジアム   | 59,230 / 59,230 （2日間合計） | $7,471,188 （2日間合計） |
| 2020年2月23日  | パース           | オーストラリア   | パース・スタジアム                         | 44,593 / 44,593               | $4,707,760               |
| 2020年2月26日  | アデレード       | オーストラリア   | アデレード・オーバル                       | 42,484 / 42,484               | $4,436,072               |
| 2020年2月29日  | ゴールドコースト | オーストラリア   | カラーラ・スタジアム                       | 39,607 / 39,607               | $4,536,677               |
| ヨーロッパ     |                  |                  |                                            |                               |                          |
| 2022年5月30日  | ベルファスト     | 北アイルランド   | SSEアリーナ                                | 18,317 / 18,779               | $2,496,960               |
| 2022年5月28日  | ベルファスト     | 北アイルランド   | SSEアリーナ                                | 18,317 / 18,779               | $2,496,960               |
| 2022年5月30日  | マンチェスター   | イングランド     | マンチェスター・アリーナ                   | 30,142 / 30,142               | $4,381,781               |
| 2022年5月31日  | マンチェスター   | イングランド     | マンチェスター・アリーナ                   | 30,142 / 30,142               | $4,381,781               |
| 2022年6月2日   | グラスゴー       | スコットランド   | The SSE Hydro                              | 26,233 / 26,233               | $3,686,571               |
| 2022年6月3日   | グラスゴー       | スコットランド   | The SSE Hydro                              | 26,233 / 26,233               | $3,686,571               |
| 2022年6月5日   | ロンドン         | イングランド     | O2アリーナ                                 | 174,485 / 174,485             | $22,744,678              |
| 2022年6月6日   | ロンドン         | イングランド     | O2アリーナ                                 | 174,485 / 174,485             | $22,744,678              |
| 2022年6月8日   | ロンドン         | イングランド     | O2アリーナ                                 | 174,485 / 174,485             | $22,744,678              |
| 2022年6月9日   | ロンドン         | イングランド     | O2アリーナ                                 | 174,485 / 174,485             | $22,744,678              |
| 2022年6月11日  | バーミンガム     | イングランド     | バークレイカード・アリーナ                 | —                             | —                        |
| 2022年6月12日  | バーミンガム     | イングランド     | バークレイカード・アリーナ                 | —                             | —                        |
| 2022年6月14日  | ロンドン         | イングランド     | O2アリーナ                                 |                               |                          |
| 2022年6月15日  | ロンドン         | イングランド     | O2アリーナ                                 |                               |                          |
| 2022年6月17日  | ロンドン         | イングランド     | O2アリーナ                                 |                               |                          |
| 2022年6月18日  | ロンドン         | イングランド     | O2アリーナ                                 |                               |                          |
| 2022年6月20日  | ロンドン         | イングランド     | O2アリーナ                                 |                               |                          |
| 2022年6月21日  | ロンドン         | イングランド     | O2アリーナ                                 |                               |                          |
| 2022年6月24日  | ベルリン         | ドイツ           | メルセデス・ベンツ・アレーナ               | 11,535 / 11,535               | $1,322,696               |
| 2022年6月26日  | ケルン           | ドイツ           | ランクセス・アレーナ                       | 14,048 / 14,048               | $1,448,054               |
| 2022年6月28日  | チューリッヒ     | スイス           | ハレンシュタディオン                       | 13,500 / 13,500               | $1,995,553               |
| 2022年6月29日  | ミュンヘン       | ドイツ           | オリンピアハレ                             | 11,275 / 11,275               | $1,342,201               |
| 2022年7月1日   | アムステルダム   | オランダ         | ジッゴ・ドーム                             | —                             | —                        |
| 2022年7月2日   | アムステルダム   | オランダ         | ジッゴ・ドーム                             | —                             | —                        |
| 2022年7月6日   | マドリード       | スペイン         | パラシオ・デ・デポルテス                   | 27,615 / 31,837               | $4,350,727               |
| 2022年7月7日   | マドリード       | スペイン         | パラシオ・デ・デポルテス                   | 27,615 / 31,837               | $4,350,727               |
| 2022年7月11日  | ボローニャ       | イタリア         | ウニポル・アリーナ                         | —                             | —                        |
| 2022年7月13日  | パリ             | フランス         | ベルシー・アレナ                           | —                             | —                        |
| 2022年7月15日  | アントウェルペン | ベルギー         | スポーツパレス                             | —                             | —                        |
| 2022年7月17日  | コペンハーゲン   | デンマーク       | ロイヤル・アリーナ                         | —                             | —                        |
| 2022年7月18日  | コペンハーゲン   | デンマーク       | ロイヤル・アリーナ                         | —                             | —                        |
| 2022年7月20日  | ストックホルム   | スウェーデン     | アヴィーチー・アリーナ                     | —                             | —                        |
| 2022年7月21日  | オスロ           | ノルウェー       | テレノール・アリーナ                       | —                             | —                        |
| 2022年7月24日  | タンペレ         | フィンランド     | ノキアアリーナ                             | —                             | —                        |
| 2022年7月25日  | タンペレ         | フィンランド     | ノキアアリーナ                             | —                             | —                        |
| 北米           |                  |                  |                                            |                               |                          |
| 2023年10月4日  | ボルチモア       | アメリカ合衆国   | CFGバンク・アリーナ                        | —                             | —                        |
| 2023年10月5日  | ボルチモア       | アメリカ合衆国   | CFGバンク・アリーナ                        | —                             | —                        |
| 2023年10月8日  | トロント         | カナダ           | スコシアバンク・アリーナ                   |                               |                          |
| 2023年10月10日 | デトロイト       | アメリカ合衆国   | リトル・シーザーズ・アリーナ               | —                             | —                        |
| 2023年10月12日 | ニューヨーク     | アメリカ合衆国   | マディソン・スクエア・ガーデン             | —                             | —                        |
| 2012年10月13日 | ニューヨーク     | アメリカ合衆国   | マディソン・スクエア・ガーデン             | —                             | —                        |
| 2023年10月15日 | ボストン         | アメリカ合衆国   | TDガーデン                                 | —                             | —                        |
| 2023年10月16日 | ボストン         | アメリカ合衆国   | TDガーデン                                 | —                             | —                        |
| 2023年10月18日 | フィラデルフィア | アメリカ合衆国   | ウェルズ・ファーゴ・センター               | —                             | —                        |
| 2023年10月21日 | オースティン     | アメリカ合衆国   | サーキット・オブ・ジ・アメリカズ           | —                             | —                        |
| 2023年10月23日 | アトランタ       | アメリカ合衆国   | ステート・ファーム・アリーナ               | —                             | —                        |
| 2023年10月25日 | ナッシュビル     | アメリカ合衆国   | ブリヂストン・アリーナ                     | —                             | —                        |
| 2023年10月27日 | セントポール     | アメリカ合衆国   | エクセル・エナジー・センター               | —                             | —                        |
| 2023年10月28日 | セントポール     | アメリカ合衆国   | エクセル・エナジー・センター               | —                             | —                        |
| 2023年10月30日 | シカゴ           | アメリカ合衆国   | ユナイテッド・センター                     | —                             | —                        |
| 2023年10月31日 | シカゴ           | アメリカ合衆国   | ユナイテッド・センター                     | —                             | —                        |
| 2023年11月2日  | ダラス           | アメリカ合衆国   | アメリカン・エアラインズ・センター         | —                             | —                        |
| 2023年11月3日  | ダラス           | アメリカ合衆国   | アメリカン・エアラインズ・センター         | —                             | —                        |
| 2023年11月5日  | デンバー         | アメリカ合衆国   | ボール・アリーナ                           | —                             | —                        |
| 2023年11月8日  | サンフランシスコ | アメリカ合衆国   | チェイス・センター                         | —                             | —                        |
| 2023年11月9日  | サンフランシスコ | アメリカ合衆国   | チェイス・センター                         | —                             | —                        |
| 2023年11月11日 | ロサンゼルス     | アメリカ合衆国   | BMOスタジアム                              | —                             | —                        |
| 2023年11月12日 | ロサンゼルス     | アメリカ合衆国   | BMOスタジアム                              | —                             | —                        |
| アジア         |                  |                  |                                            |                               |                          |
| 2024年2月4日   | 名古屋           | 日本             | バンテリンドーム ナゴヤ                    | —                             | —                        |
| 2024年2月7日   | 大阪             | 日本             | 京セラドーム大阪                           | —                             | —                        |
| 2024年2月10日  | 札幌             | 日本             | 札幌ドーム                                 | —                             | —                        |
| 2024年2月13日  | 東京             | 日本             | 東京ドーム                                 | —                             | —                        |
| 2024年2月14日  | 東京             | 日本             | 東京ドーム                                 | —                             | —                        |
| 合計           | 合計             | 合計             | 合計                                       | 1,076,089 / 1,080,773 (99.6%) | $133,807,954             |